# Грејт Фолс (Јужна Каролина)
Грејт Фолс (енгл. Great Falls) град је у америчкој савезној држави Јужна Каролина.

## Демографија
По попису из 2010. године број становника је 1.979, што је 215 (-9,8%) становника мање него 2000. године.
| Група             | 2000.         | 2010.         |
| Белци             | 1.556 (70,9%) | 1.308 (66,1%) |
| Афроамериканци    | 613 (27,9%)   | 620 (31,3%)   |
| Азијати           | 5 (0,2%)      | 0 (0,0%)      |
| Хиспаноамериканци | 16 (0,7%)     | 15 (0,8%)     |
| Укупно            | 2.194         | 1.979         |